# فرودگاه جوگر
فرودگاه جوگر (به انگلیسی: Gjögur Airport) یک فرودگاه همگانی با کد یاتا GJR است که یک باند فرود شن دارد و طول باند آن ۹۲۷ متر است. این فرودگاه در کشور ایسلند قرار دارد و در ارتفاع ۳۰ متری از سطح دریا واقع شده‌است.

## شرکت‌های هواپیمایی و مقصدهای پروازی
| شرکت‌های هواپیمایی | مقصدهای پروازی |
| ----------------- | -------------- |
| Eagle Air         | ریکیاویک       |